# 릴리야 바이히나예프레모바
릴리야 미콜라이우나 바이히나예프레모바(우크라이나어: Лі́лія Микола́ївна Ва́йгіна-Єфре́мова, 러시아어: Ли́лия Никола́евна Ва́йгина-Ефре́мова 릴리야 니콜라예브나 바이기나예프레모바[*], 벨라루스어: Лі́лія Мікала́еўна Ва́йгіна-Яфрэ́мава 릴리야 미칼라예우나 바이히나야프레마바, 1977년 4월 15일 ~ )는 우크라이나의 바이애슬론 선수이다. 러시아, 벨라루스, 우크라이나 3개국 국가대표로 활동했으며, 우크라이나 국가대표로 2006년 동계 올림픽에서 여자 스프린트 부문 동메달을 획득했다.